# Les Deux Orphelines (film, 1977)
Pour les articles homonymes, voir Les Deux Orphelines.
Pour plus de détails, voir Fiche technique et Distribution.
Les Deux Orphelines (Le due orfanelle) est un film dramatique hispano-italien réalisé par Leopoldo Savona et sorti en 1977.
Il s'agit d'une adaptation du roman et de la pièce de théâtre Les Deux Orphelines  créés dans les années 1870 par Adolphe d'Ennery et Eugène Cormon dont l'intrigue se déroule dans les prémices de la Révolution française.

## Fiche technique
- Titre original italien : Le due orfanelle[2]
- Titre espagnol : Las dos huerfanitas ou Unidas por el destino
- Titre français : Les Deux Orphelines
- Réalisateur : Leopoldo Savona
- Scénario : Eduardo Manzanos Brochero d'après le roman et la pièce de théâtre, Les Deux Orphelines d’Adolphe d'Ennery et Eugène Cormon
- Photographie : Julio Ortas
- Montage : Otello Colangeli
- Musique : Stelvio Cipriani
- Décors : José Luis Galicia, Manuel Perez Cubero
- Costumes : Walter Patriarca
- Production : Robert Chabert, Angelo Rizzoli
- Sociétés de production : Cine Uno (Rome), Coop. Copercines (Madrid)
- Pays de production :  Espagne •  Italie
- Langue originale : italien
- Format : Couleur par Technicolor - Son mono
- Durée : 90 minutes
- Genre : Drame
- Dates de sortie :
  - Italie : (visa délivré le 22 janvier 1977[2])

## Distribution
- Isabella Savona (it) : Mariana
- Patrizia Gori (it) : Louisa
- Andrés Resino : Ruggero
- Alfredo Pea : Pedro
- Luis Suárez
- Veronica Sava
- Stelio Candelli : Le comte
- Ida Galli : La comtesse
- Anna Maestri
- Paolo Celli
- Alessandro Perrella
- Miguel del Castillo
- Bruno Arié
- Vittorio Fanfoni
- José Canalejas